# Bouilly, Aube

Bouilly este o comună în departamentul Aube din nord-estul Franței. În 1 ianuarie 2022 avea o populație de 1.074 de locuitori.